# 巨塔杀机 (迷你剧)
又名《塔樓蜃影》，是一部美国电视短片，改编自劳伦斯·莱特于2006年出版的同名书籍，该书于2018年2月28日在Hulu首映。这部10集的电视连续剧由丹·福特曼，艾力士·吉伯尼和莱特创作并担任执行制作。福特曼也担任该系列的表演节目主持人，吉伯尼执导了第一集。该系列由杰夫·丹尼尔斯、塔哈·拉辛、瑞安·施密特、比尔·坎普、路易斯·坎瑟米 (Louis Cancelmi)、弗吉尼亚·库尔 (Virginia Kull)，埃拉·佩克、沙利文·琼斯 (Sullivan Jones)、麦可·斯图巴和彼得·萨斯加德共同演出。

## 剧情概览
《巨塔杀机》讲述了20世纪90年代末期，面对奥萨马·本·拉登和基地组织越来越严重的威胁，联邦调查局和中央情报局之间的竞争，而这在不经意地为九一一袭击事件铺下了道路。本剧以纽约市I-49小组和华盛顿特区亚力克站（现实中为：Bin Laden Issue Station）的成员们的视角展开，它们分别是FBI和CIA的反恐部门。成员们环游世界，互相争夺情报线索的所有权，同时又似乎朝着同一目标努力——试图阻止一场迫在眉睫的针对美国本土的恐怖袭击。

## 演出阵容

### 主演
杰夫·丹尼尔斯饰演约翰·奥尼尔（John O'Neill），是纽约联邦调查局反恐中心主任，该中心称为“I-49”。他坚信美国已成为基地组织袭击的目标，但同时他正面临着其它联邦机构，特别是中央情报局的敌意。
塔哈·拉辛饰演阿里·苏凡（Ali Soufan），他是约翰·奥尼尔I-49反恐小组的一名黎巴嫩裔美国联邦调查局特工、穆斯林，最终成为他的门生。美国的敌人对伊斯兰教教义的曲解使苏凡感到愤怒，他在恐怖分子的聚集地秘密行动，追捕基地组织并防止恐怖袭击。
瑞安·施密特饰演戴安·马什（Diane Marsh），她是马丁·施密特领导的中情局分析师。与施密特一样，她认为中央情报局在打击恐怖袭击方面处于独一无二的位置，因此决定向联邦调查局隐瞒情报。该人物的原型是基于中央情报局内部的至少三个人，包括Alfreda Frances Bikowsky。
比尔·坎普饰演罗伯特·切斯尼（Robert Chesney），是纽约联邦调查局反恐部门的资深探员。即将退休时，他利用自己的审讯技巧从恐怖组织嫌疑犯中获取到了重要情报。切斯尼被认为是所有主角中最复杂的人物。苏凡评论说，切斯尼由“至少四个人”组成。
路易斯·坎瑟米（Louis Cancelmi）饰演文斯·斯图尔特（Vince Stuart），担任进驻中央情报局亚历克站的联邦调查局特工。他的任务是确保联邦调查局能够接收到与中央情报局相同的情报，但是他严重地不被中央情报局的人员信任。该人物的原型是基于联邦调查局特工马克·罗西尼。
弗吉尼亚·库尔（Virginia Kull）饰演凯西·肖恩西（Kathy Shaughnessy），是联邦调查局I-49反恐小组的特工，与弗洛伊德·本内特（Floyd Bennet）密切合作。
埃拉·佩克饰演希瑟（Heather），是一位来自俄亥俄州的特殊教育老师，是苏凡的女友。他们的约会一直被苏凡在联邦调查局的工作打断，并且她发现他工作中的秘密和危险的性质在他们的关系中很难克服。
沙利文·琼斯（Sullivan Jones）饰演弗洛伊德·本内特（Floyd Bennet），是联邦调查局I-49反恐小组的特工，与凯西·肖恩西（Kathy Shaughnessy）密切合作。他是纽约州警察特警队的前隊员。
麦可·斯图巴饰演理查德·克拉克（Richard Clarke），国家安全、基础设施保护与反恐协调员，美国国家安全委员会首席反恐顾问。
彼得·萨斯加德饰演马丁·施密特（Martin Schmidt），是中央情报局反恐部门分支亚力克站负责人。施密特认为中央情报局是唯一的准备与潜在恐怖威胁作战的国家机构，并决定向奥尼尔隐瞒情报。该人物的原型是前中央情报局官员迈克尔·舒尔。

## 分集剧情
| 集數 | 標題                                            | 導演            | 編劇                                                                    | 上線日期      |
| --- | ----------------------------------------------- | --------------- | ----------------------------------------------------------------------- | ------------- |
| 1 | 现在开始了...（"Now It Begins..."）             | 艾力士·吉伯尼   | 劇本創作 ：丹·福特曼 & 艾力士·吉伯尼 & 劳伦斯·莱特 故事構思 ：丹·福特曼 | 2018年2月28日 |
| 联邦调查局特工阿里·苏凡被要求加入约翰·奥尼尔的反恐部门，该部门被称为“I-49”。当他们小组为从中央情报局获取情报而努力时，美国驻肯尼亚和坦桑尼亚的大使馆遭到炸弹袭击。 |                                                 |                 |                                                                         |               |
| 2 | 渐失信仰（"Losing My Religion"）                | 约翰·戴尔       | 劇本創作 ：丹·福特曼 & 艾力士·吉伯尼 & 劳伦斯·莱特 故事構思 ：丹·福特曼 | 2018年2月28日 |
| 在肯尼亚和坦桑尼亚同时发生大使馆爆炸事件之后，联邦调查局开始在非洲进行调查，与此同时中央情报局开始制定反击计划。 |                                                 |                 |                                                                         |               |
| 3 | 错已铸成（"Mistakes Were Made"）                | 约翰·戴尔       | 巴斯肖巴·多伦                                                           | 2018年2月28日 |
| 肖恩西和本内特俘获了穆罕默德·奥哈利，他在切斯尼的审讯后承认实施了1998年肯尼亚美国大使馆爆炸案。奥尼尔和苏凡搜查了第二名嫌犯阿纳斯·利比在英国曼彻斯特租住的住所，但没有足够的证据将其关押。斯图尔特在中央情报局的权限太小，使他们无法建立一个有力的案件。施密特说服总统采取报复行动，轰炸了一个位于阿富汗霍斯特的基地组织训练营。     |                                                 |                 |                                                                         |               |
| 4 | 水银（"Mercury"）                               | 阿里·萨利姆     | 亚当·拉普                                                               | 2018年3月7日  |
| “I-49”获得了奥哈利在爆炸后拨打的第一个电话——艾哈迈德·哈达的电话号码，但他们在电话上的窃听行动被中央情报局接管。亚力克站从中获悉了吉隆坡基地组织首脑会议的相关情报，但施密特与他的上级发生冲突，因为他们不愿进行进一步的空袭。施密特被降职，马什负责接管亚力克站。                                                                    |                                                 |                 |                                                                         |               |
| 5 | 千禧年（"Y2K"）                                 | 阿里·萨利姆     | 香农·休斯顿（Shannon Houston）                                          | 2018年3月14日 |
| 随着2000年元旦的接近，大家都开始忙于防止潜在的恐怖袭击，包括可能的与千年虫问题结合的袭击。 |                                                 |                 |                                                                         |               |
| 6 | 童军（"Boys at War")                            | 迈克尔·斯洛维斯 | 丹·福特曼                                                               | 2018年3月21日 |
| 在阿富汗，艾曼·扎瓦希里招募了穆罕默德·阿塔来领导对美国本土的劫机行动。他还派遣了一个在无限延伸行动中因亲友丧生而变得激进的年轻男孩去也门与他的两名同伙会面。他们三人在也门实施了2000年美国军舰科尔号爆炸事件。奥尼尔在佛罗里达州参加强制性退休研讨会时被偷走了公文包，并向联邦调查局承认了潜在的安全漏洞。                           |                                                 |                 |                                                                         |               |
| 7 | 将军（"The General"）                           | 迈克尔·斯洛维斯 | 阿里·萨利姆                                                             | 2018年3月28日 |
| 奥尼尔和苏凡前往也门调查军舰科尔的炸弹袭击事件，调查结果指向了马来西亚吉隆坡会议的策划者之一瓦利德·本·阿塔什。当马丽诺问马什时，马什拒绝透露阿塔什的最后已知下落，并且她隐藏了哈立德·阿米达尔和纳瓦尔·阿哈兹米在马来西亚吉隆坡的监视照片，担心联邦调查局最终会发现它们。                                                             |                                                 |                 |                                                                         |               |
| 8 | 非常特别的关系（"A Very Special Relationship"） | 克雷格·齐斯克   | 巴斯肖巴·多伦                                                           | 2018年4月4日  |
| 联邦调查局应美国驻也门大使的要求将奥尼尔从也门撤回。苏凡留在了也门，了解到了更多与马来西亚相关的线索。在多名同事与她对质之后，马什同意如果联邦调查局能够证明自己已经有足够多的线索识别米达尔和哈兹米，她就开始共享情报。奥尼尔的上司桑切斯了解到即将出版的《纽约时报》将报道奥尼尔的机密文件公文包被盗事件，解雇了奥尼尔来挽回面子。 |                                                 |                 |                                                                         |               |
| 9 | 星期二（"Tuesday"）                             | 克雷格·齐斯克   | 亚当·拉普                                                               | 2018年4月11日 |
| 在得知有人因忽略飞行课程的着陆部分而被举报后，“I-49”要求列出在美国飞行学校就读且有其他不安全因素的阿拉伯人名单。马什服从了这个指令，但掩盖了她给出的档案中有两个人是基地组织成员的事实。奥尼尔开始在世界贸易中心從事新工作，而阿塔的基地组织团伙最终决定开始实施计划。                                                               |                                                 |                 |                                                                         |               |
| 10 | 9/11                                            | 克雷格·齐斯克   | 丹·福特曼 & 阿里·萨利姆                                                 | 2018年4月18日 |
| 在9月11日恐怖袭击发生之后，奥尼尔小组的各个成员都试图与他取得联系。同时，施密特被重新分配回他在亚力克站的旧职位，而苏凡终于獲准接触阿布·詹达尔并开始审讯他，以确认基地组织是该袭击的幕后黑手。在9/11委员会听证会上，马什在关于米达尔和哈兹米的档案处理问题上撒了谎。                                                                 |                                                 |                 |                                                                         |               |